# USS Ranger (CV-61)
USS Ranger (CV/CVA-61) là chiếc thứ ba trong số bốn chiếc siêu hàng không mẫu hạm lớp Forrestal được Hải quân Hoa Kỳ chế tạo trong Thập niên 1950. Cho dù cả bốn chiếc trong lớp đều có một sàn đáp chéo góc khi hoàn tất, Ranger là chiếc tàu sân bay Hoa Kỳ đầu tiên được chế tạo từ đầu với một sàn đáp như vậy. Nó là chiếc tàu chiến thứ bảy của Hải quân Mỹ mang cái tên này.
Nhập biên chế năm 1957, nó đã phục vụ rộng rãi tại khu vực Thái Bình Dương, đặc biệt là trong cuộc Chiến tranh Việt Nam, nơi nó được tặng thưởng 13 Ngôi sao Chiến trận do thành tích phục vụ. Gần cuối quãng đời hoạt động, nó còn phục vụ tại Ấn Độ Dương và vùng vịnh Ba Tư. Trong văn hóa đại chúng, con tàu xuất hiện trong nhiều cảnh quay của những bộ phim nổi tiếng.
Ranger được cho xuất biên chế vào năm 1993, và neo đậu tại Bremerton, Washington cho đến tháng 3 năm 2015. Con tàu được kéo đến Brownsville, Texas để tháo dỡ, công việc này hoàn tất vào tháng 11 năm 2017.

## Thiết kế và chế tạo
Ranger là chiếc tàu sân bay Hoa Kỳ đầu tiên được đặt lườn từ đầu với một sàn đáp chéo góc (các tàu chị em USS Forrestal (CV-59) và USS Saratoga (CV-60) trước nó được đặt lườn với một sàn đáp thẳng trục dọc, rồi được cải biến thành sàn đáp chéo góc đang khi chế tạo). Nó được đặt lườn vào ngày 2 tháng 8 năm 1954 tại xưởng tàu của hãng Newport News Shipbuilding and Drydock Co. ở Newport News, Virginia. Lườn tàu hoàn tất một phần được cho nổi bốn tháng sau đó để tiếp tục được hoàn tất. Ranger được hạ thủy vào ngày 29 tháng 9 năm 1956, được đỡ đầu bởi bà Arthur Radford, phu nhân Đô đốc Arthur W. Radford, Chủ tịch Hội đồng Tham mưu trưởng Liên quân, và nhập biên chế tại Xưởng hải quân Norfolk vào ngày 10 tháng 8 năm 1957 dưới quyền chỉ huy của Hạm trưởng, Đại tá Hải quân Charles T. Booth II.

## Lịch sử hoạt động

### 1957 - 1964

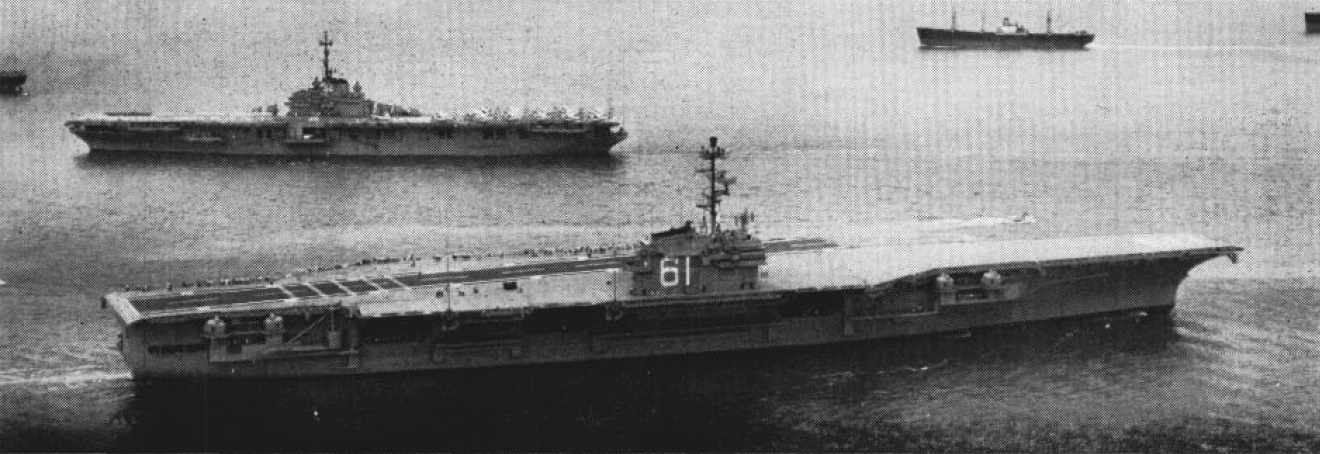
Ranger khởi hành để chạy thử máy ngoài biển, 1957

Ranger gia nhập Hạm đội Đại Tây Dương vào ngày 3 tháng 10, 1957. Ngay trước khi khởi hành vào ngày 4 tháng 10 cho chuyến đi chạy thử máy huấn luyện đến vịnh Guantánamo, Cuba, nó đón lên tàu nhân sự và máy bay thuộc Liên đội Cường kích 85. Chiếc tàu sân bay mới tiến hành các hoạt động không quân, thực hành và nghiệm thu lần sau cùng dọc theo vùng bờ Đông và tại vùng biển Caribe cho đến ngày 20 tháng 6, 1958. Họa sĩ Jack Coggins đã cộng tác cùng Viện Hải quân Hoa Kỳ để vẽ chiếc tàu sân bay mới; tác phẩm của ông xuất hiện trên trang bìa của tạp chí Proceedings số tháng 7, 1958. Sau đó nó khởi hành từ Norfolk, Virginia cùng với 200 học viên sĩ quan thuộc Hải quân Dự bị Hoa Kỳ trên tàu cho một chuyến đi thực tập kéo dài hai tháng, vốn đã đưa con tàu vòng qua mũi Horn. Nó đi đến cảng nhà mới, Căn cứ Không lực Hải quân Alameda, Alameda, California vào ngày 20 tháng 8, và gia nhập Hạm đội Thái Bình Dương.

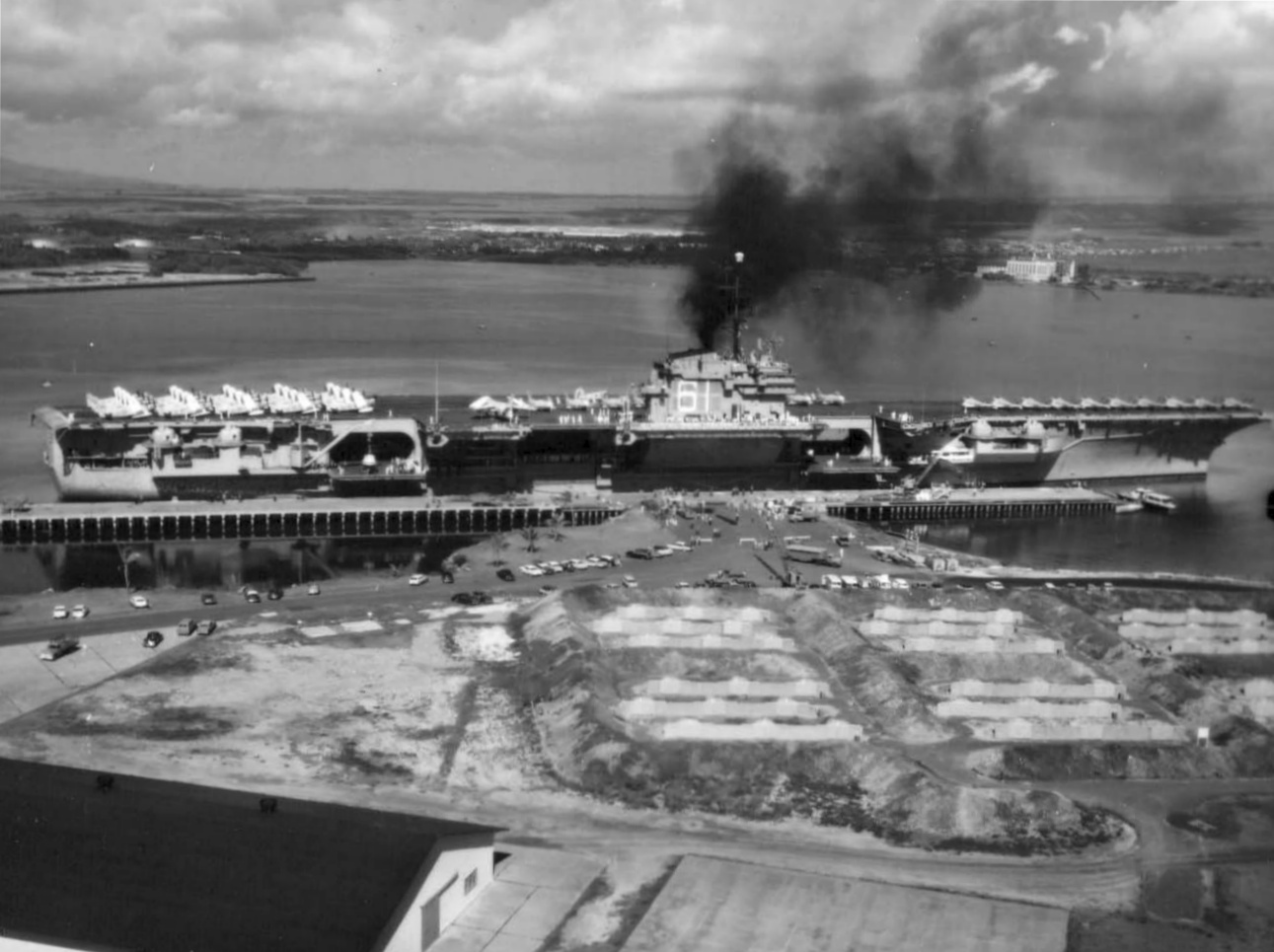
Ranger tại Trân Châu Cảng, 1959

Ranger trải qua thời gian còn lại của năm 1958 cho việc huấn luyện chuẩn nhận phi công tàu sân bay thuộc Không đoàn 14 và tập trận hạm đội dọc theo bờ biển California. Nó lên đường vào ngày 3 tháng 1, 1959 cho những hoạt động huấn luyện sau cùng tại vùng biển Trân Châu Cảng cho đến ngày 17 tháng 2, khi nó đảm nhiệm vai trò soái hạm cho Chuẩn đô đốc Henry H. Caldwell, Tư lệnh Đội tàu sân bay 2 và lên đường để gia nhập Đệ Thất hạm đội. Nó tiến hành những hoạt động thực hành không quân ngoài khơi Okinawa trước khi tham gia cuộc cơ động của hải quân các nước trong khối SEATO ngoài khơi vịnh Subic, Philippines, tiếp nối bởi một đợt thực tập và tuần tra dọc bờ biển phía Nam Nhật Bản. Con tàu đã tiến hành hơn 7.000 phi vụ bay cùng Đệ Thất hạm đội trước khi lên đường quay trở về vùng bờ Tây, về đến San Francisco vào ngày 27 tháng 7. Trong sáu tháng tiếp theo, chiếc tàu sân bay tiếp tục duy trì tình trạng sẵn sàng chiến đấu cao, khi tham gia các đợt huấn luyện và thực hành hạm đội dọc bờ Tây.

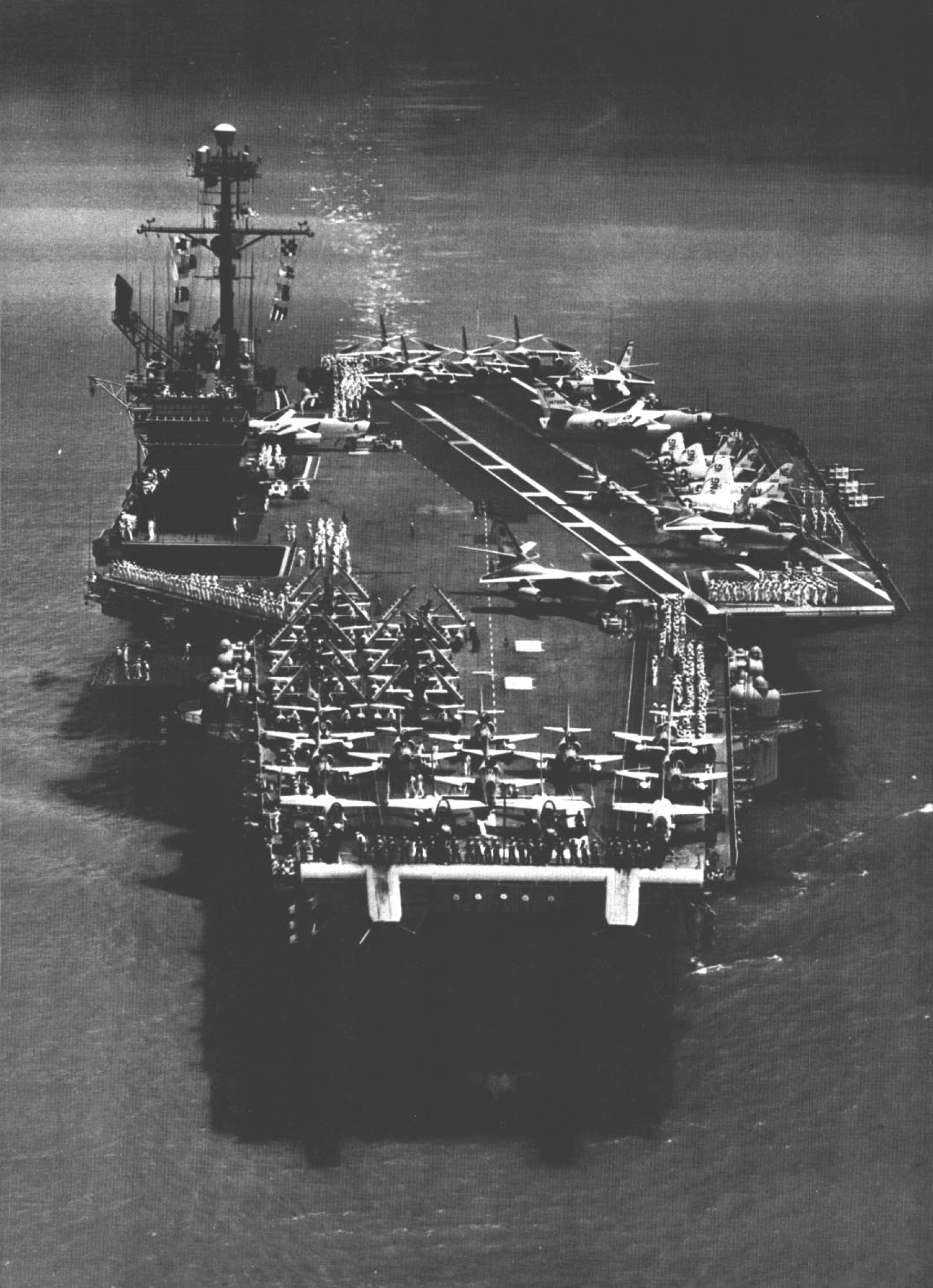
Ranger tại Trân Châu Cảng, tháng 3, 1962, sau khi hoàn tất một lượt hoạt động tại Tây Thái Bình Dương

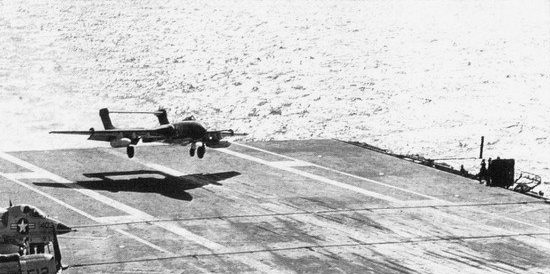
Một chiếc Sea Vixen thuộc Liên đội Không lực 892 Hải quân Anh hạ cánh trên Ranger, tháng 1, 1963.

Với Không đoàn Tàu sân bay 9 trên tàu, Ranger khởi hành từ Alameda vào ngày 6 tháng 2, 1960 cho lượt phục vụ thứ hai tại khu vực Tây Thái Bình Dương; nó quay trở về Alameda vào ngày 30 tháng 8. Chiếc tàu sân bay lại có lượt hoạt động thứ ba tại Viễn Đông từ ngày 11 tháng 8, 1961 đến ngày 8 tháng 3, 1962. Trong bảy tháng tiếp theo, nó hoạt động huấn luyện dọc theo vùng bờ Tây nhằm chuẩn bị cho những hoạt động tiếp theo tại khu vực Đông Nam Á.
Ranger khởi hành từ Alameda vào ngày 9 tháng 11 cho một lượt hoạt động ngắn tại vùng biển Hawaii, rồi tiếp tục hành trình đi ngang qua Okinawa để đến Philippines. Con tàu tiến vào biển Đông vào ngày 1 tháng 5, 1963, sẵn sàng để can thiệp tại Lào khi cần thiết do nước này đang trải qua những xáo trộn chính trị; nó quay trở lại hoạt động cùng Đệ Thất hạm đội vào ngày 4 tháng 5 sau khi tình hình lắng dịu. Sau khi quay trở về Alameda vào ngày 14 tháng 6, chiếc tàu sân bay trải qua đợt đại tu trong Xưởng hải quân San Francisco từ ngày 7 tháng 8, 1963 đến ngày 10 tháng 2, 1964, rồi bắt đầu huấn luyện ôn tập tại vùng biển ngoài khơi Alameda từ ngày 25 tháng 3, xen kẻ với một lượt hoạt động tại vùng biển Hawaii từ ngày 19 tháng 6 đến ngày 10 tháng 7.
Vào tháng 5, 1964, Ranger được bố trí gần khu vực Polynésie thuộc Pháp tại Thái Bình Dương để theo dõi việc Pháp thử nghiệm bom nguyên tử trên đảo Moruroa; nhiệm vụ được thực hiện bằng cách phóng và thu hồi một máy bay trinh sát Lockheed U-2 từ sàn đáp. Việc cải biến chiếc U-2 để cất cánh và hạ cánh trên tàu sân bay được bắt đầu từ cuối năm 1963; và một tai nạn đã xảy ra vào gia đoạn hạ cánh, chiếc U-2 do phi công thử nghiệm Bob Schumacher lái đã bị rơi.

### Chiến tranh Việt Nam

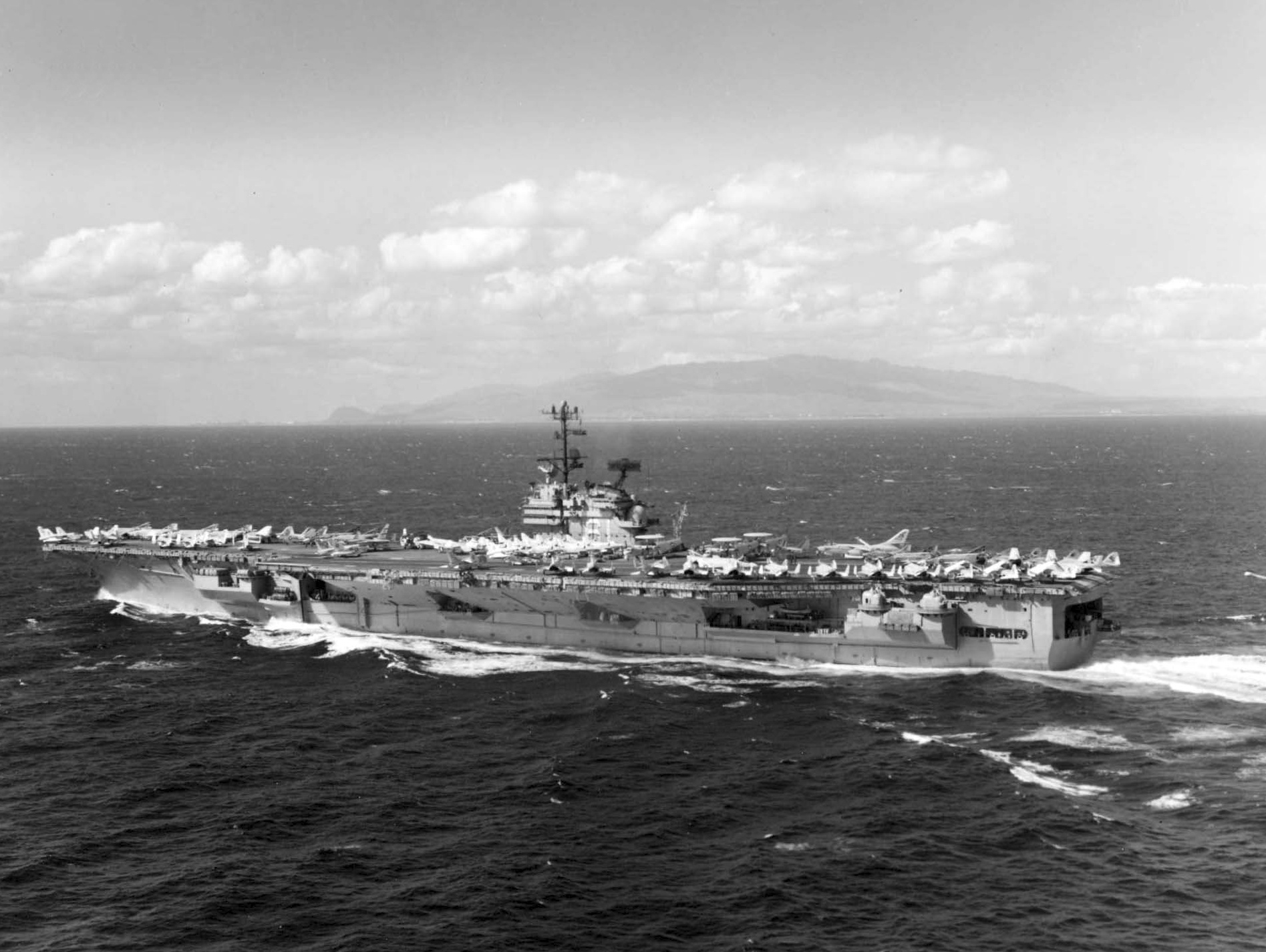
Ranger ngoài khơi Hawaii, tháng 11, 1967, trên đường đi cho đợt bố trí sang Tây Thái Bình Dương 1967-1968.

Ranger lại lên đường vào ngày 6 tháng 8, 1964 để đi sang Viễn Đông, đây là một phần của hoạt động leo thang trong cuộc Chiến tranh Việt Nam, sau khi xảy ra sự kiện vịnh Bắc Bộ vào ngày 4 tháng 8. Nó chỉ ghé qua Trân Châu Cảng trong tám giờ vào ngày 10 tháng 8 trước khi vội vã tiếp tục hành trình hướng sang vịnh Subic, Philippines, rồi đi đến Yokosuka, Nhật Bản. Vào ngày 17 tháng 10, con tàu được đặt làm soái hạm của Chuẩn đô đốc George H. Miller, Tư lệnh Lực lượng Đặc nhiệm 77, và trong những tháng tiếp theo, nó hoạt động tuần tra trong vịnh Bắc Bộ, thực hiện các phi vụ can thiệp và ngăn chặn việc vận chuyển vũ khí.
Tướng William Westmoreland, Tư lệnh Bộ chỉ huy Hỗ trợ Quân sự Việt Nam, đã viếng thăm Ranger vào ngày 9 tháng 3, 1965 và có cuộc hội đàm với Chuẩn đô đốc Miller. Ranger tiếp tục thực hiện các phi vụ tấn công xuống các mục tiêu đối phương cho đến ngày 13 tháng 4, khi một đường ống dẫn nhiên liệu bị vỡ đã làm nhiên liệu rò rỉ và bắt lửa, gây ra hỏa hoạn tại phòng động cơ số 1. Đám cháy được dập tắt trong vòng một giờ, và có một người tử nạn. Con tàu đi đến vịnh Subic vào ngày 15 tháng 4, rồi lên đường đi Alameda vào ngày 20 tháng 4, về đến cảng nhà vào ngày 6 tháng 5. Nó đi đến Xưởng hải quân San Francisco vào ngày 13 tháng 5 để đại tu, và công việc hoàn tất vào ngày 30 tháng 9.
Sau một đợt huấn luyện ôn tập, Ranger rời Alameda vào ngày 10 tháng 12, 1965 để gia nhập trở lại Đệ Thất hạm đội và hoạt động tại Việt Nam. Chiếc tàu sân bay cùng với Không đoàn Tàu sân bay 14 phối thuộc được tặng thưởng danh hiệu Đơn vị Truyên dương Hải quân do thành tích hoạt động tại Đông Nam Á trong giai đoạn từ ngày 10 tháng 1 đến ngày 6 tháng 8, 1966. Nó rời khu vực vịnh Bắc Bộ vào ngày 6 tháng 8 để đi vịnh Subic, rồi đi ngang qua Yokosuka để quay trở về Alameda, đến nơi vào ngày 25 tháng 8. Nó rời khu vực vịnh San Francisco vào ngày 28 tháng 9, và đi vào Xưởng hải quân Puget Sound tại Bremerton, Washington hai ngày sau đó để đại tu. Sau khi hoàn tất công việc trong xưởng tàu, nó rời Puget Sound vào ngày 30 tháng 5, 1967 để huấn luyện tại khu vực ngoài khơi San Diego và Alameda. Nó ghi dấu mốc lần hạ cánh thứ 88.000 trên sàn đáp vào ngày 21 tháng 7, 1967.
Ranger trải qua một lượt huấn luyện khẩn trương kéo dài từ tháng 6 đến tháng 11, 1967 nhằm chuẩn bị để sẵn sàng hoạt động. Không đoàn Tấn công Tàu sân bay 2 (CVW-2) được phối thuộc với nó vào ngày 15 tháng 9, được trang bị những kiểu máy bay mới: máy bay cường kích phản lực A-7 Corsair II và máy bay trực thăng cứu nạn UH-2C Seasprite, khiến cho Ranger trở thành tàu sân bay đầu tiên được bố trí cùng những kiểu máy bay mới này. Nó cùng không đoàn mới được phối thuộc thực hành huấn luyện và tham gia cuộc tập trận hạm đội "Moon Festival” từ ngày 9 đến ngày 16 tháng 10.
Ranger rời Alameda vào ngày 4 tháng 11 để đi sang khu vực Tây Thái Bình Dương. Đi đến Yokosuka vào ngày 21 tháng 11, nó thay phiên cho tàu sân bay Constellation rồi lên đường đi Philippines ba ngày sau đó. Sau khi đi đến vịnh Subic vào ngày 29 tháng 11, nó có những chuẩn bị sau cùng trước khi đi sang vùng chiến sự tại vịnh Bắc Bộ. Tư lệnh Đội tàu sân bay 3 kiêm nhiệm Tư lệnh Đội đặc nhiệm 77.7 đặt Ranger làm soái hạm từ ngày 30 tháng 11, và con tàu rời vịnh Subic vào ngày 1 tháng 12 để hướng sang Việt Nam.
Đi đến trạm Yankee vào ngày 3 tháng 12, trong năm tháng tiếp theo Ranger tiến hành một lượt hoạt động không kích khác xuống tại Bắc Việt Nam, nhắm vào các loại mục tiêu khác nhau bao gồm sân bay, bến phà, các tuyến đường sắt và các cơ sở quân sự, các bãi trung chuyển vận tải, các vị trí pháo phòng không và trận địa tên lửa đất đối không SAM-2. Nghệ sĩ hài Bob Hope đã đưa chương trình Christmas Show của ông đến phục vụ cho thủy thủ đoàn của Ranger trong vịnh Bắc Bộ vào ngày 21 tháng 12.
Ranger đã hoạt động tại vùng chiến sự Việt Nam trong một tháng liên tục và đang đến lượt được thay phiên để nghỉ ngơi và bảo trì; nhưng do sự kiện tàu do thám USS Pueblo (AGER-2) bị phía Bắc Triều Tiên bắt giữ vào cuối tháng 1, 1968, con tàu phải rời vùng biển nhiệt đới ấm áp của Việt Nam và đi hết tốc độ lên phía Bắc đến vùng biển lạnh giá Triều Tiên. Cho đến khi kết thúc lượt bố trí ngoài khơi bờ biển Triều Tiên, nó đã hoạt động liên tục 65 ngày ngoài biển. Nó có một lượt nghỉ ngơi tại Yokosuka vào tháng 4 trước khi quay trở lại trạm Yankee vào ngày 11 tháng 4, tiếp tục ném bom xuống các mục tiêu tại Bắc Việt Nam.
Sau năm tháng hoạt động, Ranger ghé đến Hong Kong vào ngày 5 tháng 5 trước khi thực hiện hành trình quay trở về Hoa Kỳ. Tiếp theo là một giai đoạn bảo trì tại Xưởng hải quân Puget Sound trước khi nó lên đường đi San Francisco vào ngày 29 tháng 7. Con tàu trải qua ba tháng để nghỉ ngơi, bảo trì và huấn luyện trước khi thực hiện lượt hoạt động tiếp theo tại khu vực Tây Thái Bình Dương từ ngày 26 tháng 10, 1968 đến ngày 17 tháng 5, 1969. Trong giai đoạn này, con tàu đã được phái sang vùng biển Triều Tiên để phản ứng lại vụ một máy bay trinh sát Lockheed EC-121 bị máy bay tiêm kích Bắc Triều Tiên bắn rơi vào ngày 15 tháng 4, 1969.

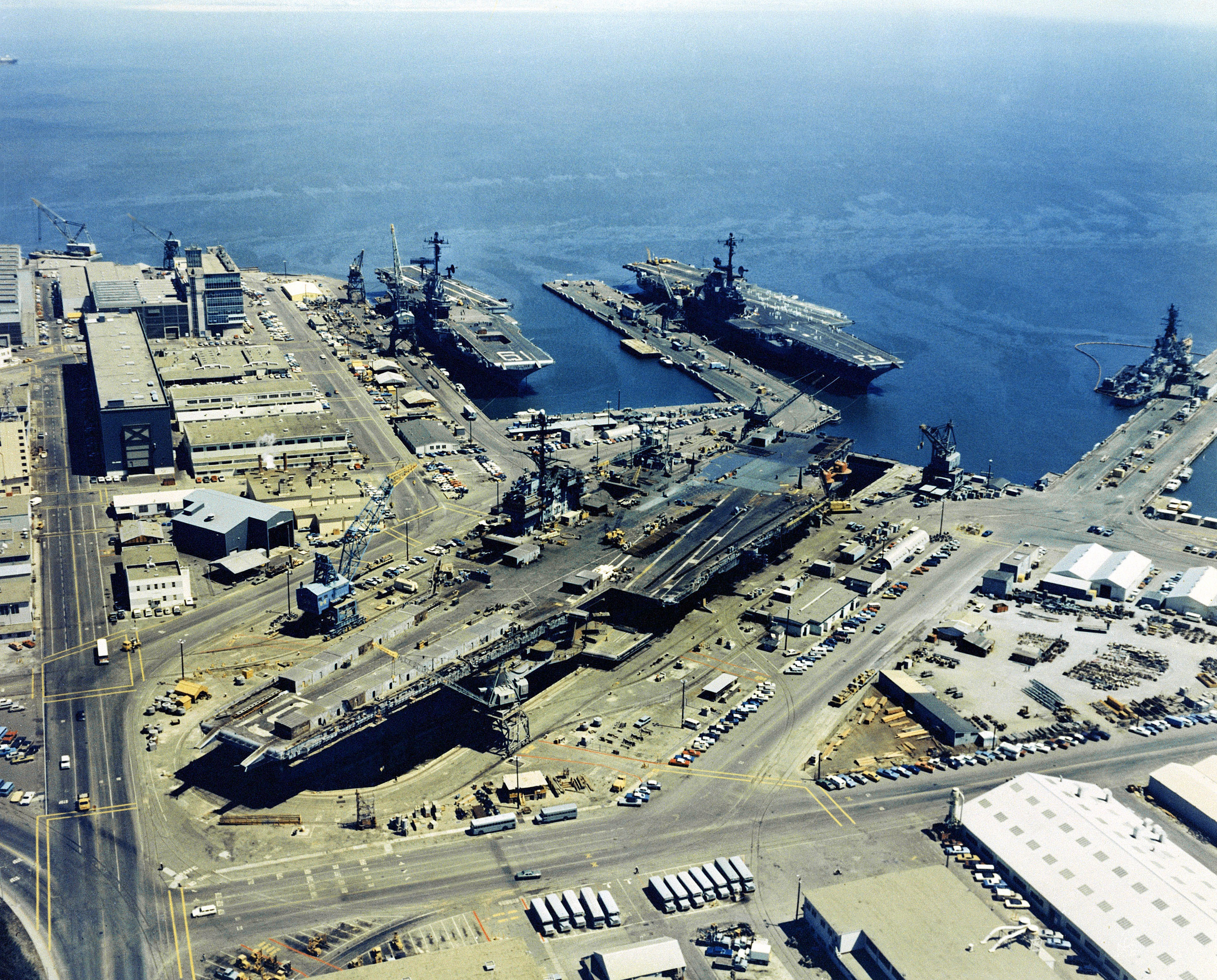
Ranger trong ụ tàu tại San Francisco, năm 1971

Ranger khởi hành từ Alameda cho một lượt hoạt động khác tại khu vực Tây Thái Bình Dương vào tháng 10, 1969; nó đảm nhiệm vai trò soái hạm cho Chuẩn đô đốc J. C. Donaldson, Tư lệnh Đội tàu sân bay 3, và tiếp tục vai trò này cho đến ngày 18 tháng 5, 1970. Trong giai đoạn này, nó đã ít nhất hai lần được phái sang hoạt động tại Trạm Yankee, lượt lâu nhất kéo dài đến 45 ngày do những trục trặc cơ khí của con tàu được điều động đến thay phiên. Dù sao thủy thủ đoàn cũng được một chút nghỉ ngơi giải trí khi lại đón đoàn lưu diễn của nghệ sĩ Bob Hope lên tàu vào ngày 24 tháng 12, 1969. Đang khi quay trở về Sasebo sau một lượt hoạt động tại Trạm Yankee, con tàu được lệnh chuyển hướng đến vùng biển Triều Tiên, và hoạt động trong ba ngày tại khu vực này sau khi xảy ra sự kiện một máy bay Lockheed C-130 Hercules bị lực lượng Bắc Triều Tiên chiếm giữ. Con tàu dự kiến sẽ rời khỏi Trạm Yankee để nghỉ ngơi và chất dỡ đạn dược trong một tuần tại vịnh Subic trước khi quay trở về Hoa Kỳ ngang qua Nhật Bản và Australia; tuy nhiên một ngày trước khi lên đường, nó được lệnh ở lại vùng chiến sự và thực hiện phi vụ không kích đầu tiên xuống lãnh thổ Campuchia. Cuối cùng cũng được rời vùng chiến sự, nó chỉ dừng lại tại vịnh Subic trong ba ngày và ghé qua Sasebo trong hai ngày trước khi về đến Alameda vào ngày 1 tháng 6.
Sau khi trải qua suốt mùa Hè năm 1970 hoạt động ngoài khơi vùng bờ Tây, Ranger lại lên đường vào cuối tháng 10 cho lượt hoạt động thứ sáu tại khu vực Tây Thái Bình Dương. Vào ngày 10 tháng 3, 1971, cùng với tàu sân bay Kitty Hawk (CV-63), nó xác lập một kỷ lục mới khi tung ra tổng cộng 233 phi vụ trong vòng một ngày xuống các mục tiêu tại Bắc Việt Nam. Sang tháng 4, ba tàu sân bay được phối thuộc cùng Lực lượng Đặc nhiệm 77, Ranger, Kitty Hawk và Hancock (CV-19), đã duy trì được một trạng thái trực chiến liên tục ba tàu sân bay tại Trạm Yankee: một chiếc đảm trách tác chiến ban ngày trong khi một chiếc khác phụ trách từ giữa trưa cho đến nữa đêm, trong khi thời gian phục vụ của mỗi con tàu không thay đổi. Các phi vụ không kích được tập trung vào hành lang vận chuyển vũ khí và tiếp liệu của đối phương tại Lào để đến Nam Việt Nam. Con tàu quay trở về Alameda vào ngày 7 tháng 6, 1971, và ở lại cảng cho đến hết năm 1971 và năm tháng đầu năm 1972, nơi nó được đại tu thường lệ.
Ranger quay trở lại hoạt động thường lệ tại vùng bờ Tây từ ngày 27 tháng 5, 1972. Nó khởi hành vào ngày 16 tháng 11 cho lượt hoạt động thứ bảy tại khu vực Tây Thái Bình Dương. Tuy nhiên chuyến đi bị hoãn lại mất bốn tháng khi một trong bốn động cơ của con tàu gặp trục trặc; thủy thủ Patrick Chenoweth đã ném một dụng cụ cạo sơn nặng vào trong hộp số giảm tốc chính của động cơ; đây là một trong số khoảng hai tá hoạt động phá hoại mà chiếc tàu sân bay phải chịu đựng trong giai đoạn từ ngày 7 tháng 6 đến ngày 16 tháng 10, 1972. Chenoweth bị kết tội "phá hoại trong thời chiến" và đối diện án phạt tù đến 30 năm, nhưng sau cùng được tòa án quân sự tha bổng.

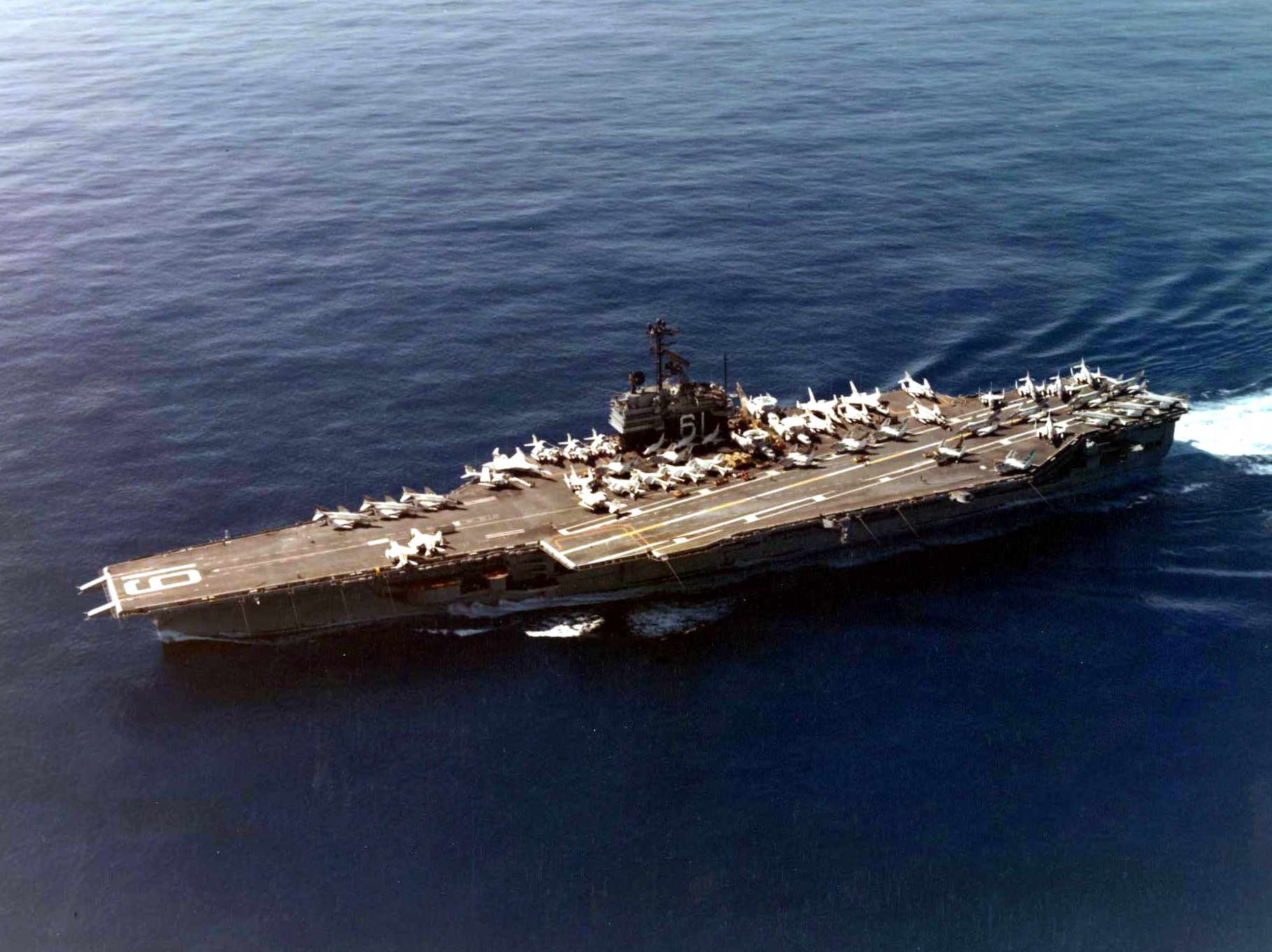
Ranger vào năm 1974

Khi quá trình đàm phán cho thỏa thuận hòa bình đi vào thế bế tắc, Chiến dịch Linebacker II được khởi động vào ngày 18 tháng 12, 1972; các tàu sân bay Ranger, Enterprise (CVN-65), Saratoga (CV-60), Oriskany (CV-34) và America (CV-66) đã tham gia chiến dịch ném bom cuối cùng này trong cuộc chiến tranh. Là một bản sao ác liệt hơn Chiến dịch Linebacker trước đây, việc ném bom các mục tiêu phía Bắc vĩ tuyến 20 và rải thủy lôi phong tỏa các cảng biển được tái tục, tập trung vào các vị trí tên lửa đối không và pháo phòng không, trại binh, kho nhiên liệu, cảng và xưởng tàu tại Hải Phòng cùng các đầu mối đường sắt và đường bộ. Máy bay chiến thuật của hải quân tập trung đánh phá khu vực ven biển Hà Nội và Hải Phòng, với khoảng 505 phi vụ  hải quân nhắm vào khu vực này mỗi ngày. Các hoạt động này kết thúc vào ngày 29 tháng 12, khi các cuộc đàm phán hòa bình được tái tục; và đến ngày 27 tháng 1, 1973, khi hiệp định hòa bình được chính thức ký kết nhằm chấm dứt chiến tranh, các tàu sân bay Oriskany, America, Enterprise và Ranger tại Trạm Yankee cũng chấm dứt mọi phi vụ tác chiến.

### 1973 - 1979
Ranger quay trở về Alameda vào tháng 8, 1973, và lập tức được bảo trì và sửa chữa tại Căn cứ Hải quân Long Beach, trước khi được chuẩn bị cho lượt phục vụ tiếp theo tại khu vực Tây Thái Bình Dương trong vòng 90 ngày sắp tới. Máy bay của không đoàn được cần cẩu nhấc lên tàu tại Long Beach, và nó trải qua hai tuần lễ chạy thử máy và huấn luyện phi công dự bị trước khi quay trở lại Alameda. Con tàu trải qua thêm hai tuần chạy thử máy trong giai đoạn từ tháng 1 đến tháng 4, 1974, rồi khởi hành vào ngày 7 tháng 5 để đi sang Viễn Đông. Trong đợt hoạt động này nó lại được phái đến Trạm Yankee, nhưng để nhằm hỗ trợ cho việc triệt thoái các đơn vị đồn trú tại Việt Nam. Con tàu quay trở về nhà vào ngày 18 tháng 10, 1974.
Trong lượt hoạt động tại Viễn Đông vào năm 1976, Ranger đã tham gia những hoạt động cứu trợ thiên tai tại Philippines, khi lũ lụt xảy ra trên diện rộng tại miền Trung đảo Luzon. Vào ngày 28 tháng 5, Liên đội máy bay trực thăng HS-4 của chiếc tàu sân bay phối hợp cùng Liên đội HC-3 phối thuộc cùng các tàu Camden (AOE-2), Mars (AFS-1) và White Plains (AFS-4), cũng như máy bay trực thăng trú đóng tại Căn cứ Không lực Hải quân Cubi Point, Philippines đã giúp vào việc di tản 9.000 người khỏi vùng lụt lội, vận chuyển 370.000 lb (170.000 kg) hàng tiếp liệu cùng 9.340 gal Mỹ (35.400 l) nhiên liệu đến các vùng bị ảnh hưởng.

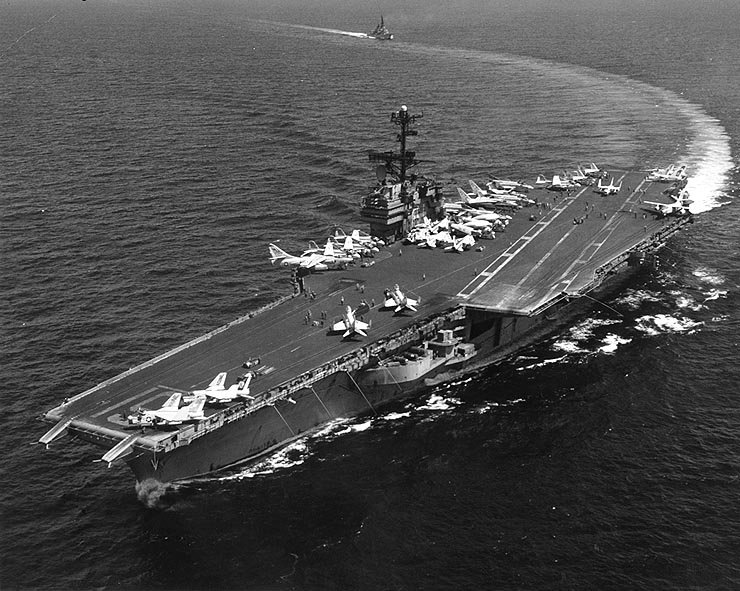
USS Ranger, khoảng năm 1978

Vào ngày 12 tháng 7, 1976, Ranger và các tàu hộ tống thuộc Lực lượng Đặc nhiệm 77.7 đã tiến vào Ấn Độ Dương và hoạt động ngoài khơi bờ biển Kenya. Đây là hành động đáp trả sau khi Tổng thống Uganda Idi Amin đe dọa sẽ tấn công vào lãnh thổ của Kenya, vốn là hậu quả của việc Kenya giúp đỡ cho lực lượng biệt kích Israel hoạt động nhằm giải cứu các con tin Israel bị bọn khủng bố Palestine cầm giữ tại Sân bay quốc tế Entebbe, Uganda nhiều ngày trước đó.
Vào tháng 2, 1977, Ranger rời Căn cứ Không lực Hải quân North Island để đi đến Xưởng hải quân Puget Sound tại Bremerton, Washington cho một đợt đại tu theo định kỳ. Ngoài việc sửa chữa, nó còn được nâng cấp kỹ thuật đáng kể cho hộ thống thông tin chỉ huy và thiết bị cho sàn đáp, trang bị hệ thống tên lửa phòng không và chống tên lửa RIM-7 Sea Sparrow. Ngoài ra hệ thống động cơ của con tàu được trang bị nồi hơi tự động cân bằng tin cậy hơn và hệ thống kiểm soát cháy nổ. Hoàn tất việc đại tu vào tháng 3, 1978, nó bắt đầu đợt chạy thử máy và huấn luyện ôn tập kéo dài nhiều tháng.
Vào ngày 21 tháng 2, 1979, Ranger lên đường cho lượt phục vụ thứ 14 tại Viễn Đông. Nó dự định được phái sang khu vực Ấn Độ Dương để biểu dương lực lượng vào lúc căng thẳng gia tăng do cuộc xung đột giữa Bắc và Nam Yemen, tuy nhiên nó không thể hoàn thành nhiệmvụ này. Vào ngày 5 tháng 4, nó mắc tai nạn va chạm với tàu chở dầu MV Fortune mang cờ Liberian đang khi tiến vào eo biển Malacca, tại địa điểm về phía Đông Nam Singapore. Chiếc tàu chở dầu bị hư hại nặng, trong khi Ranger bị một vết cắt lớn phía mũi tàu, khiến không thể sử dụng hai khoang chứa nhiên liệu. Nó phải quay trở lại vịnh Subic để sửa chữa tạm thời, rồi đi đến Yokosuka để sửa chữa toàn diện. Vụ va chạm đã làm tràn 10.000 tấn dầu ra biển Đông, trong tổng số 100.000 tấn dầu thô nhẹ mà MV Fortune có nhiệm vụ chuyên chở từ Kuwait đến Đài Loan.

### 1980 - 1989

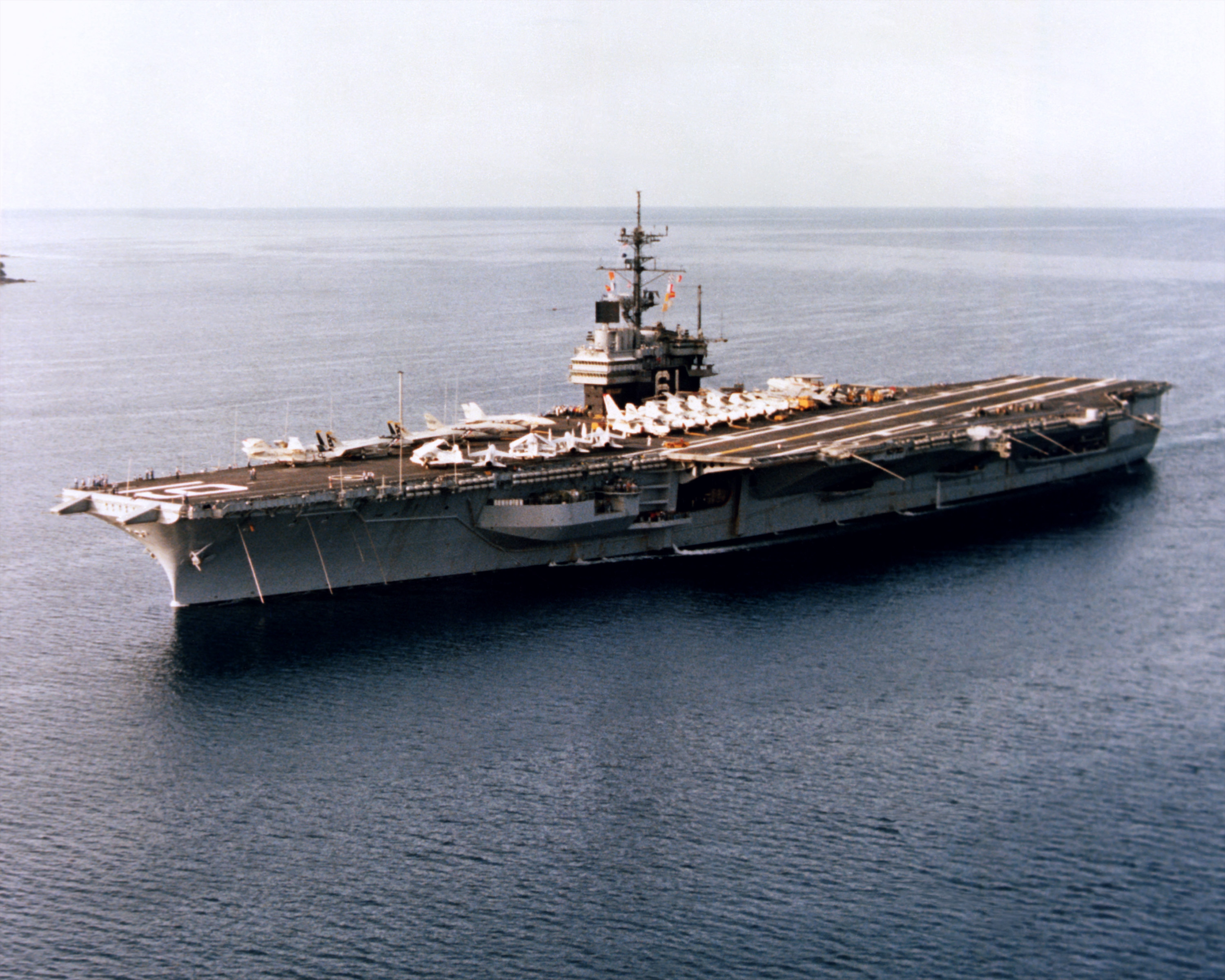
Ranger di chuyển ngoài khơi bờ biển California, năm 1983

Tại biển Đông vào ngày 20 tháng 3, 1981, Ranger đã cứu vớt được 138 thuyền nhân người Việt Nam và chuyển giao họ cho Cao ủy Liên Hiệp quốc về Người tị nạn (UNHCR) tại Manila, Philippines.
Cũng trong năm 1981, Hạm trưởng, Đại tá Hải quân Dan A. Pedersen, đối mặt với một vụ kiện tụng sau cái chết của thủy thủ Paul Trerice vào ngày 14 tháng 4. Sự việc xảy ra khi Ranger vừa hoàn tất lượt hoạt động tại Thái Bình Dương và Ấn Độ Dương và đang thả neo tại vịnh Subic; Trerice bị kỷ luật giam trong ba ngày trước khi chết do lỗi rời bỏ vị trí và rời tàu không xin phép hai lần tại Hong Kong. Gia đình nạn nhân cáo buộc Trerice chỉ được khẩu phần bánh mì và nước, và bị phạt lao động trong buồng giam; và báo Washington Post cho rằng “Trerice đã bị ngược đãi theo chế độ kỷ luật hà khắc và bị suy sụp tinh thần khi chết.” Bộ tư lệnh Không lực Hải quân Hạm đội Thái Bình Dương mở một cuộc điều tra sự vụ kéo dài trong ba tuần; và sau đó tòa án liên bang đã bác bỏ mọi cáo buộc của gia đình Trerice đối với Đại tá Pedersen và các sĩ quan khác của Ranger.
Ranger được ghi vào lịch sử khi một đội bay toàn nữ đã hạ cánh một máy bay C-1A Trader thuộc Liên đội Hỗ trợ Hậu cần Hạm đội VRC-40 "Rawhides" trên chiếc tàu sân bay vào ngày 21 tháng 3, 1983. Chiếc máy bay dưới quyền chỉ huy của Đại úy Hải quân Elizabeth M. Toedt, và còn bao gồm các thành viên Trung úy Hải quân Cheryl A. Martin, các hạ sĩ quan Gina Greterman và Robin Banks.
Vào ngày 1 tháng 11, 1983, đang khi hoạt động tại khu vực phía Bắc biển Ả Rập về phía Đông Oman, Ranger đang hoạt động tiếp nhiên liệu trên đường đi khi một vụ hỏa hoạn do rò rỉ nhiên liệu xảy ra tại phòng máy chính số 4. Chín thành viên thủy thủ đoàn đã thiệt mạng do hậu quả của đám cháy, vốn đã làm ngừng một trong bốn động cơ chính của con tàu. Chiếc tàu sân bay quay trở về Philippines sau 121 ngày hoạt động liên tục trên biển. Một thủy thủ bị giam hai tháng trong án phạt ba tháng tù do đã xao lãng nhiệm vụ liên quan đến tai nạn; nhưng anh được ân xá trước thời hạn sau một cuộc điều tra vào năm 1984, và có bốn sĩ quan đã bị khiển trách. Tai nạn đã gây thiệt hại tổng cộng 1,7 triệu Đô-la Mỹ (tương đương $4.800.000 năm 2022).

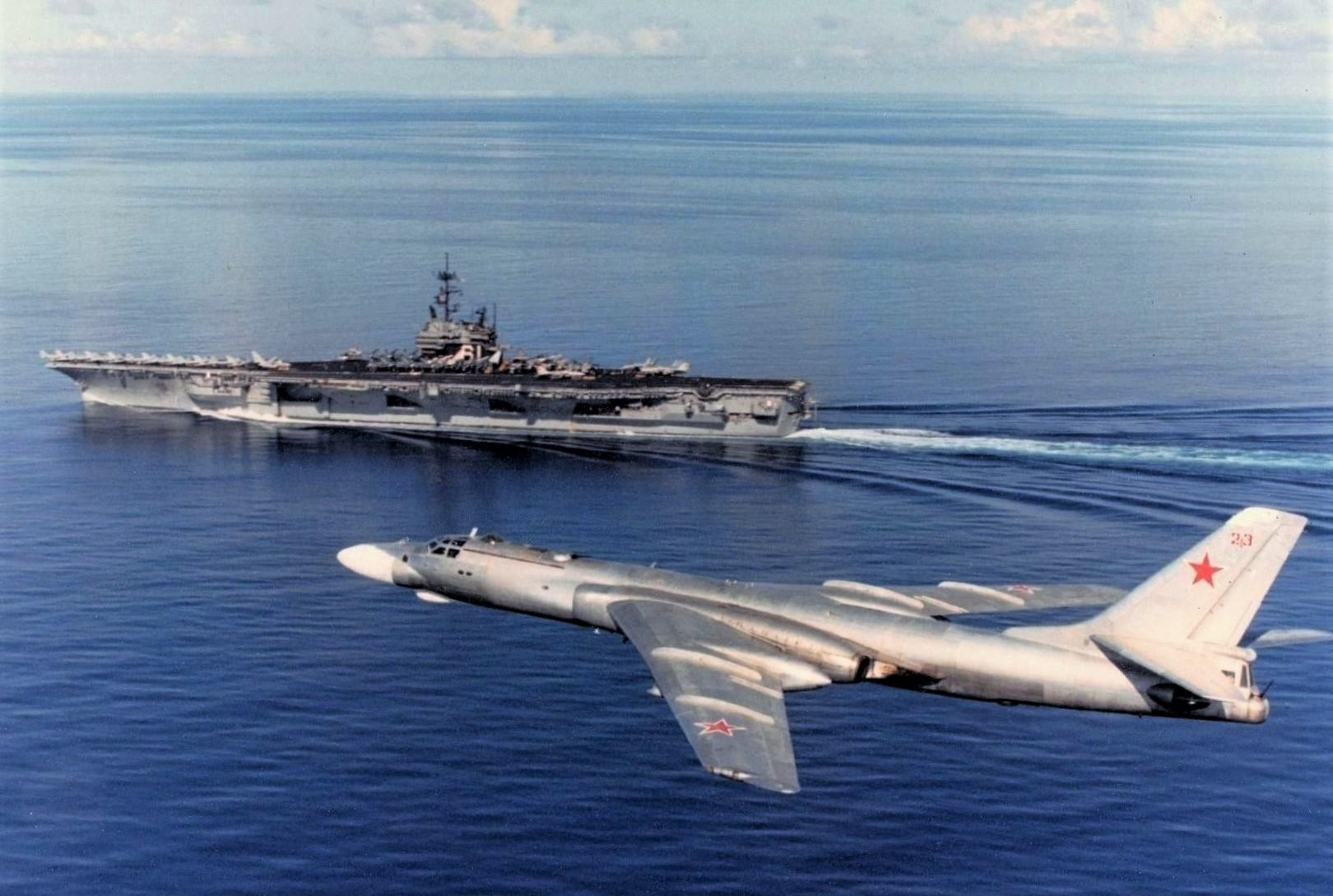
Máy bay ném bom Không quân Liên Xô Tu-16 Badger C đang bay bên trên Ranger trong chuyến đi sang Tây Thái Bình Dương năm 1989

Vào ngày 14 tháng 7, 1987, Ranger lên đường cho một lượt phục vụ khác tại nước ngoài đúng vào dịp sinh nhật “ngọc trai” (30 năm). Nó thay phiên cho tàu sân bay Midway và đội đặc nhiệm tháp tùng tại Ấn Độ Dương; và trong giai đoạn này nó tham gia trong Chiến dịch Earnest Will, bảo vệ cho các tàu chở dầu Kuwait treo cờ Hoa Kỳ tại khu vực vịnh Ba Tư khỏi các cuộc tấn công của Iran. Liên đội Tác chiến Điện tử Chiến thuật VAQ-131 bắt đầu lượt bố trí hoạt động đầu tiên cùng Hạm đội Thái Bình Dương bên trên Ranger từ ngày 24 tháng 7. Đơn vị này bao gồm những máy bay EA-6B Prowler được trang bị tên lửa dò bức xạ AGM-88 HARM.
Như một phần của Chiến dịch Earnest Will, vào ngày 19 tháng 10, Ranger tham gia Chiến dịch Nimble Archer, hoạt động quân sự phá hủy hai dàn khoan dầu cũ trên biển của Iran, vốn bị hư hại trong cuộc Chiến tranh Iran-Iraq và được Vệ binh Cách mạng Hồi giáo Iran sử dụng như là trạm chỉ huy trinh sát radar để theo dõi và tấn công các tàu chở dầu. Các tàu khu trục đã phá hủy hai dàn khoan bằng hải pháo, trong khi việc bảo vệ trên không được tàu tuần dương William H. Standley (CG-32) cùng hai máy bay F-14 Tomcat và một chiếc E-2 Hawkeye xuất phát từ Rangerđảm trách.
Vào ngày 3 tháng 8, 1989, tại vị trí cách bờ biển Philippines khoảng 80 mi (130 km), Ranger đã cứu vớt 39 người tị nạn Việt Nam trên một xà lan đã trôi dạt được mười ngày trong biển Đông. Những máy bay trực thăng SH-3 Sea King thuộc Liên đội HS-14 cùng hai chiếc CH-46 Sea Knight đã trợ giúp vào việc cứu vớt. Một chiếc A-6 Intruder thuộc Liên đội Cường kích VA-145 đã phát hiện chiếc xà lan vốn bị bứt khỏi nơi neo đậu từ một đảo nhỏ ngoài khơi bờ biển Việt Nam với mười người bên trên. Hai mươi chín người khác vốn từ một tàu tị nạn bị đắm đã trèo lên xà lan khi nó trôi dạt trên biển. Sau khi được chăm sóc sức khỏe, tất cả người tị nạn được đưa đến Căn cứ Không lực Hải quân Cubi Point tại vịnh Subic, Philippines để tiếp tục được xử lý.

### 1990 - 1999

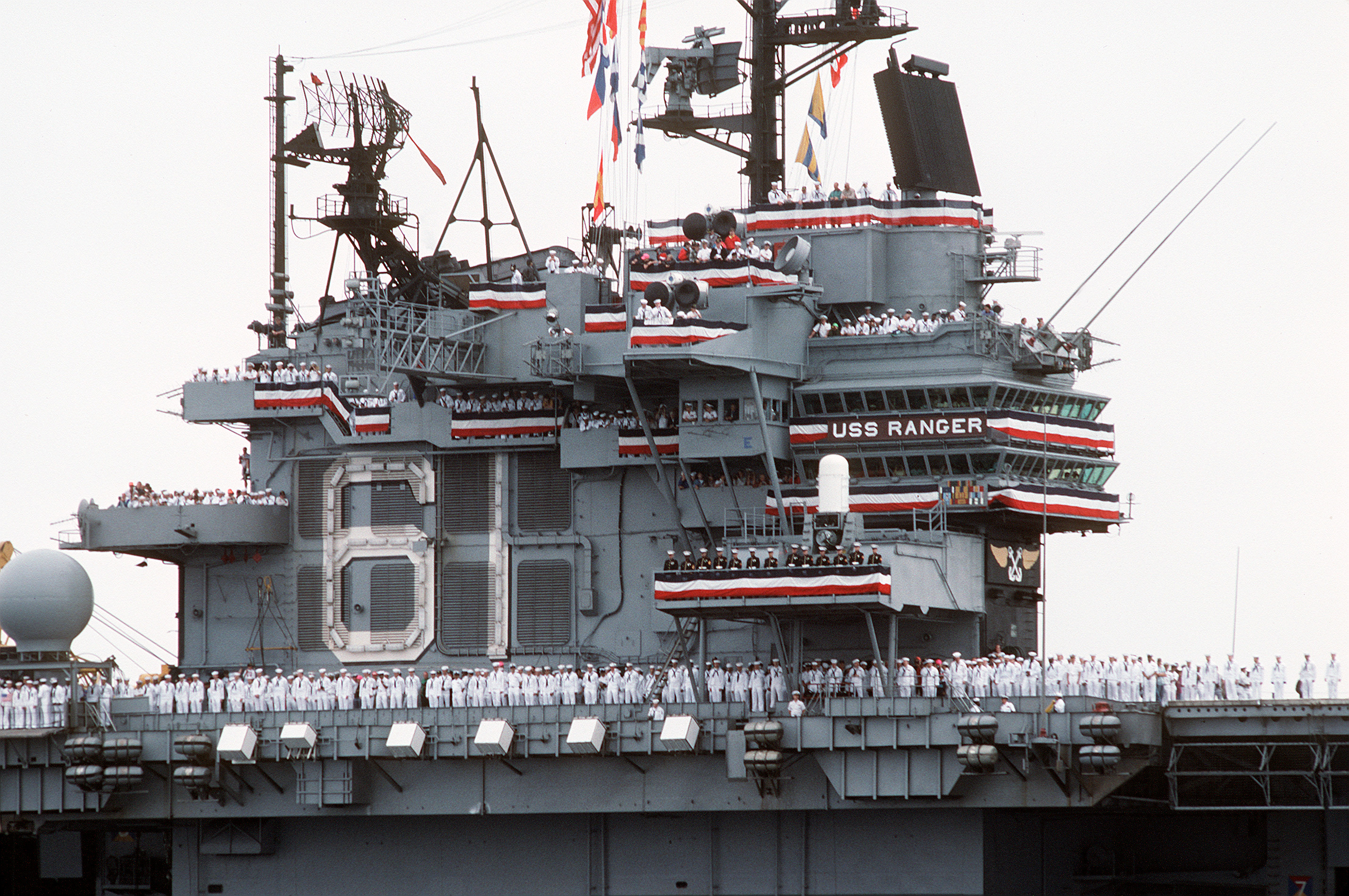
Ranger đang quay trở về nhà sau khi tham gia Chiến dịch Bão táp Sa mạc

Sau khi Tổng thống George H. W. Bush công bố về việc tiến hành Chiến dịch Bão táp Sa mạc tại vùng vịnh vào ngày 16 tháng 1, 1991, hải quân đã tung ra 228 phi vụ không kích từ các tàu sân bay Ranger và Midway (CV-41) đang có mặt tại vịnh Ba Tư; từ Theodore Roosevelt (CVN-71) đang trên đường đến vịnh Ba Tư; và từ John F. Kennedy (CV-67), Saratoga và America đang hoạt động trong biển Hồng Hải. Ngoài ra hải quân cũng đã bắn hơn 100 tên lửa Tomahawk từ chín tàu chiến đang có mặt tại Địa Trung Hải, Hồng Hải và vịnh Ba Tư.
Vào ngày 18 tháng 1, A-6E Intruder của Ranger, sau khi thả thủy lôi Mark 56 xuống luồng tàu dẫn từ căn cứ hải quân cảng Umm Qasr ra vịnh Ba Tư, đã bị hỏa lực phòng không Iraq bắn rơi cách ngoài khơi bờ biển Iraq 2 dặm. Đại úy phi công William Thomas Costen và Đại úy hoa tiêu/ném bom Charlie Turner đều bị tử trận.

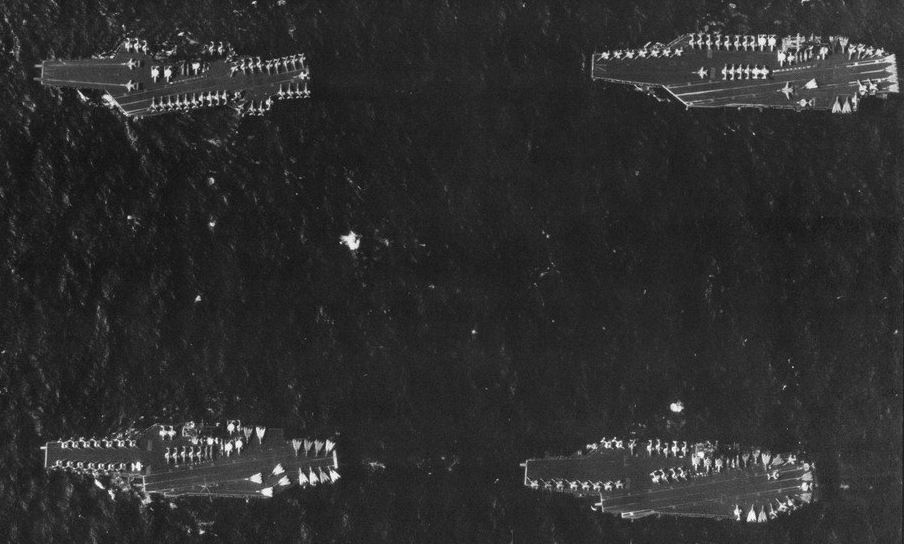
Bốn tàu sân bay Hoa Kỳ hình thành nên "Lực lượng Tác chiến Zulu" sau cuộc Chiến tranh vùng vịnh 1991: Ranger (dưới trái) cùng với (trên trái), (trên phải) và (dưới phải)

Vào ngày 26 tháng 1, một máy bay EA-6B Prowler của Ranger phát hiện hai tàu chở dầu lớn về phía Đông Bắc đảo Bubiyan. Một tốp hai chiếc A-6E của Ranger đã đánh trúng bằng tên lửa AGM-123 Skipper II vào mạn phải một trong hai chiếc tàu Iraq.
Vào ngày 6 tháng 2, một máy bay F-14A Tomcat thuộc Liên đội VF-1 xuất phát từ Ranger do Đại úy phi công Stuart Broce và Trung tá sĩ quan radar Ron McElraft điều khiển đã bắn rơi một máy bay trực thăng Mil Mi-8 bằng một tên lửa không đối không AIM-9M Sidewinder Đến 21 giờ 00 EST ngày 27 tháng 2, Tổng thống Bush tuyên bố Kuwait đã được giải phóng và Chiến dịch Bão táp Sa mạc sẽ chấm dứt vào lúc nữa đêm.

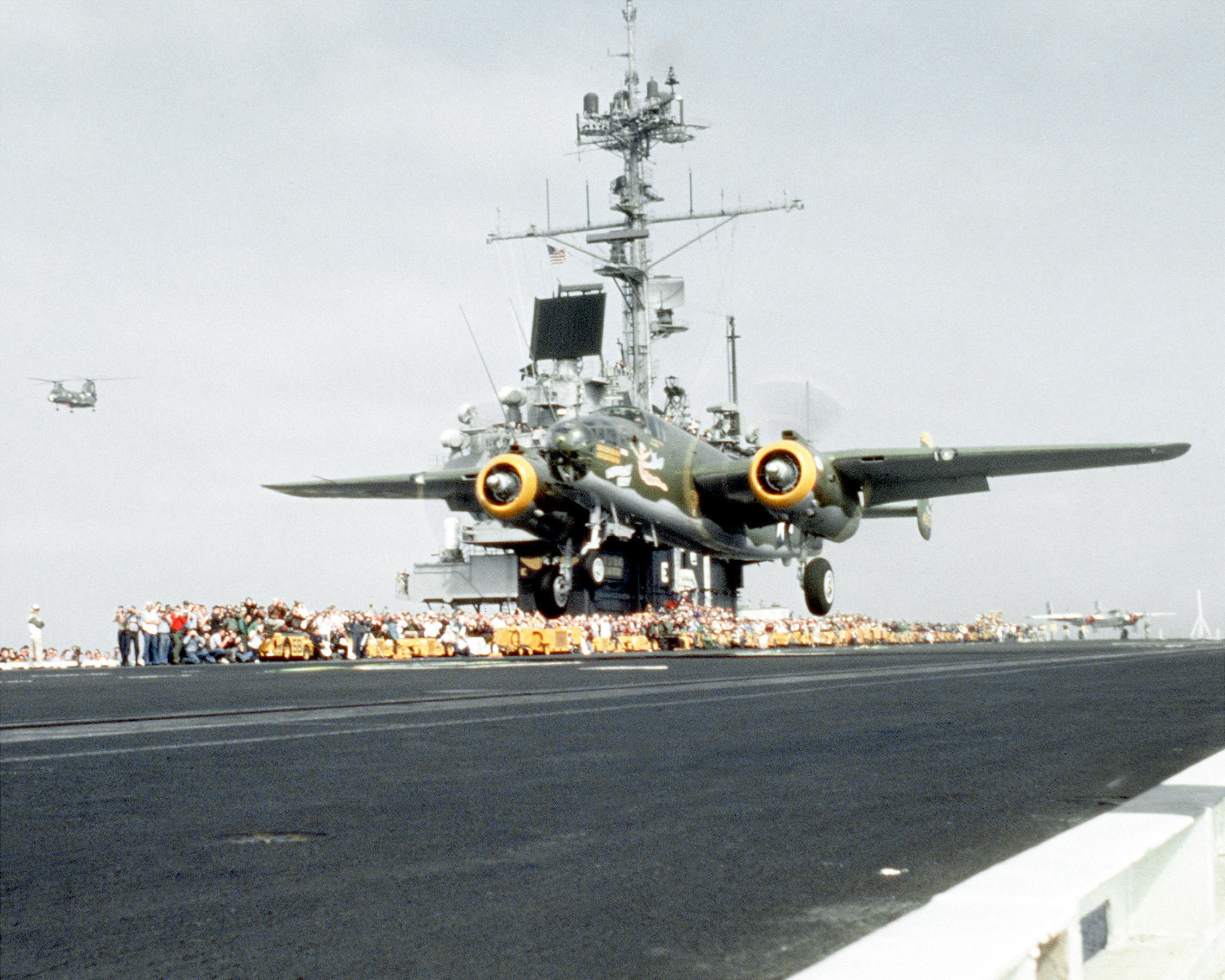
Chiếc máy bay ném bom B-25 Mitchell Heavenly Body được phục chế từ thời Thế Chiến II đang cất cánh từ sàn đáp của Ranger

Cùng với những hoạt động khác nhân kỷ niệm 50 năm Chiến tranh thế giới thứ hai, vào ngày 21 tháng 4, 1992, Ranger tham gia hoạt động tái hiện nhằm tưởng niệm cuộc Không kích Doolittle xuống Tokyo, Nhật Bản. Hai máy bay ném bom B-25 Mitchell thời Thế Chiến II được cần cẩu chuyển lên tàu, và trên 1.500 khách mời (bao gồm giới truyền thông trong nước, địa phương và quân đội) đã lên tàu để chứng kiến hai chiếc máy bay cổ chạy dọc suốt sàn đáp của Ranger để cất cánh. Đến tháng 6, Ranger thực hiện chuyến viếng thăm lịch sử đến Vancouver, British Columbia, cùng lúc với những chuẩn bị cho lượt biệt phái hoạt động ra nước ngoài sau cùng.
Lên đường vào ngày 1 tháng 8, 1992, bắt đầu lượt bố trí hoạt động thứ 21, cũng là lượt cuối cùng, tại khu vực Tây Thái Bình Dương và Ấn Độ Dương. Nó đi đến Yokosuka vào ngày 18 tháng 8, viếng thăm cảng này trong sáu ngày để bảo trì, rồi băng qua eo biển Hormuz để tiến vào vịnh Ba Tư vào ngày 14 tháng 9. Với Không đoàn Tàu sân bay CVW-2 phối thuộc trên tàu, nó thay phiên cho tàu sân bay Independence (CV-62) vào ngày hôm sau và lập tức bắt đầu thực hiện các phi vụ tuần tra hỗ trợ cho việc thực thị vùng cấm bay do Anh và Hoa Kỳ áp đặt lên miền Nam Iraq, trong khuôn khổ Chiến dịch Kiểm soát miền Nam.
Tại vùng vịnh Ba Tư, những cựu đối thủ từ thời Chiến tranh Lạnh giờ đây trở thành những đối tác trên biển, khi Ranger cùng với lực lượng hải quân Anh và Pháp đã hoạt động phối hợp với tàu khu trục tên lửa điều khiển Nga Admiral Vinogradov thực hành liên lạc, cơ động và trao đổi tín hiệu. Trong quá trình hoạt động phối hợp, một máy bay trực thăng Kamov Ka-27 "Helix" của Nga đã hạ cánh trên Ranger, trở thành một máy bay Liên Xô/Nga đầu tiên hạ cánh trên một tàu sân bay Hoa Kỳ.

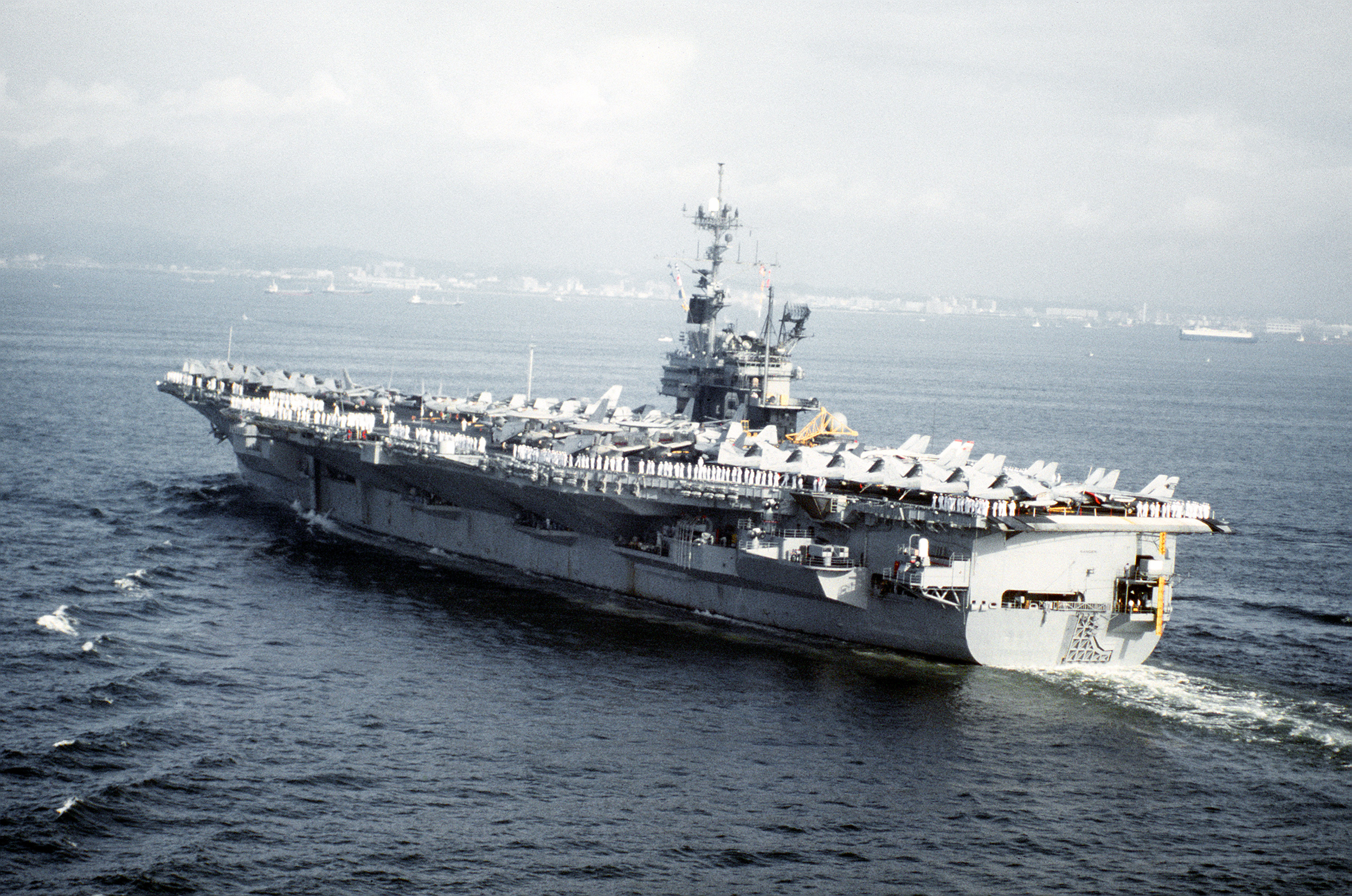
Chuyến viếng thăm Nhật Bản cuối cùng của Ranger, tháng 8 năm 1992

Rời vùng vịnh Ba Tư vào ngày 4 tháng 12 và di chuyển nhanh đến khu vực bờ biển Somalia, vốn đang lâm vào thảm họa do cuộc nội chiến  Ranger đã đóng vai trò quan trọng trong Chiến dịch Vãn hồi Hy vọng nhằm tái lập trật tự và cứu giúp những nạn nhân đói kém. Không đoàn Tàu sân bay CVW-2 đã thực hiện những phi vụ trinh sát, kiểm soát không phận, hỗ trợ hậu cần và hỗ trợ gần mặt đất cho các đơn vị Hải quân và Thủy quân Lục chiến đổ bộ. Trong quá trình các chiến dịch Kiểm soát miền Nam và Vãn hồi Hy vọng, chiếc tàu sân bay đã chụp 63 ảnh kỹ thuật số và gửi chúng qua vệ tinh về Văn phòng Thông tin Hải quân chỉ vài giờ sau khi chụp. Đây là lần đầu tiên ảnh kỹ thuật số được gửi thành công từ một tàu chiến đang di chuyển trên biển.
Ranger được tàu sân bay Kitty Hawk thay phiên vào ngày 19 tháng 12, và bắt đầu hành trình để quay trở về cảng nhà San Diego.

### Xuất biên chế và số phận

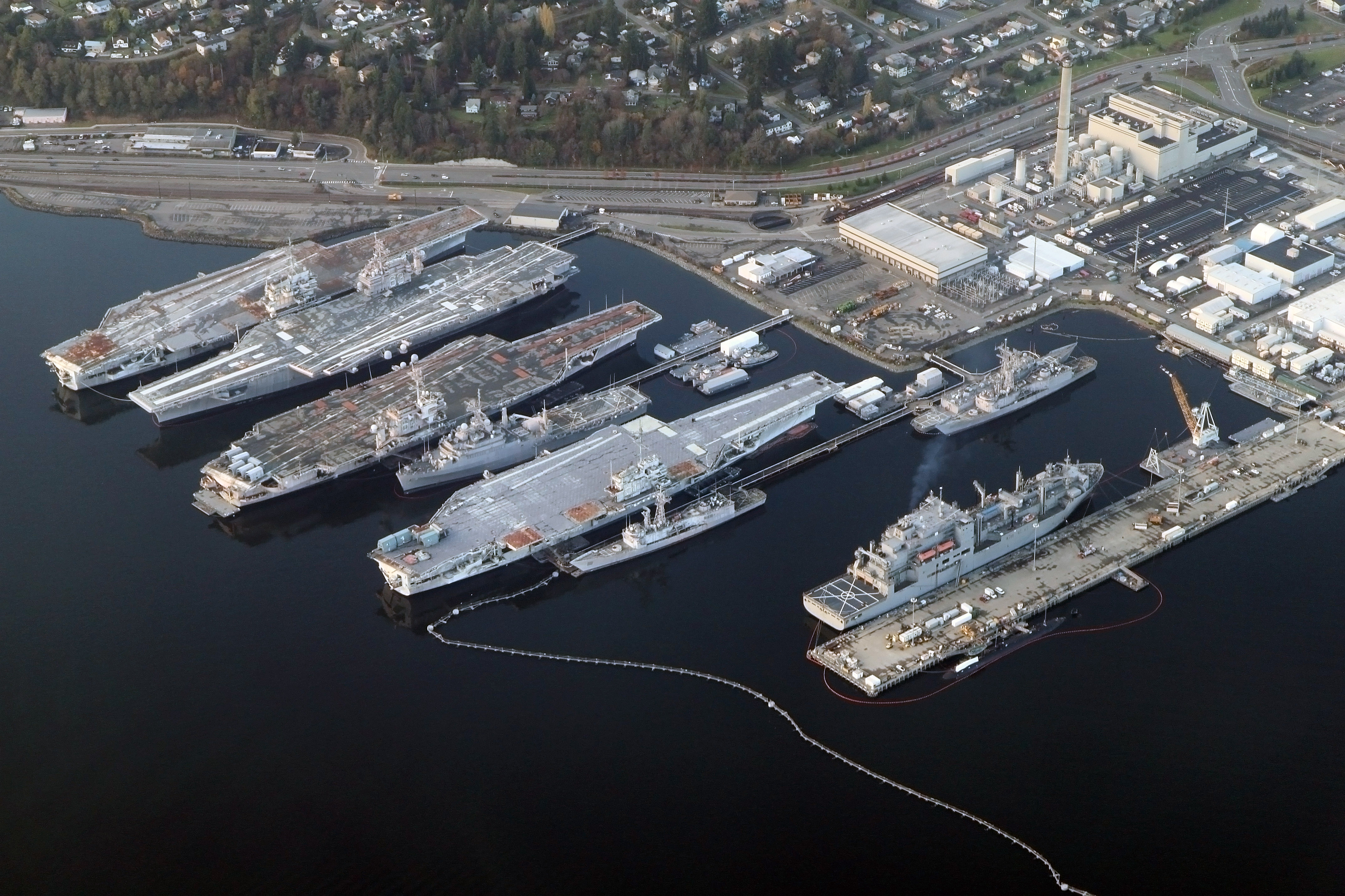
Ranger (tàu sân bay bên bìa phải) đang neo đậu và chờ đợi số phận bên cạnh Independence, Kitty Hawk và Constellation tại Bremerton, Washington, tháng 11 năm 2012.

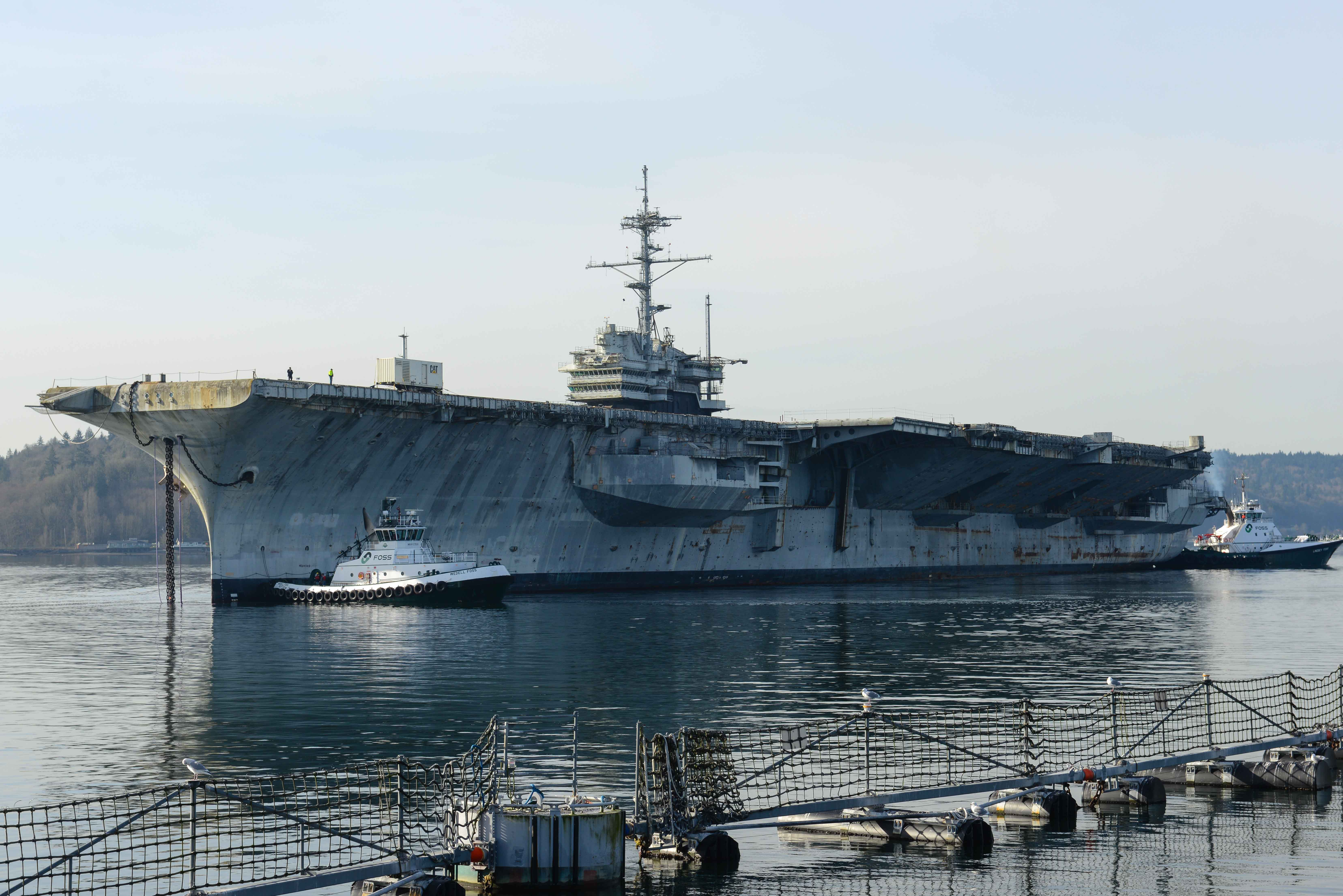
Ranger đang được kéo từ Căn cứ Hải quân Kitsap-Bremerton trong chuyến đi cuối cùng đến Brownsville, Texas để được tháo dỡ, tháng 3 năm 2015.

Kể từ việc cắt giảm ngân sách quốc phòng vào cuối thập niên 1980, Ranger không được đưa vào Chương trình Kéo dài Tuổi thọ Phục vụ (SLEP: Service Life Extension Program) như ba tàu sân bay chị em và những chiếc lớp Kitty Hawk mới hơn. Vì vậy đến đầu thập niên 1990, tình trạng vật chất của con tàu bị giảm sút đáng kể. Cả chính phủ của Tổng thống Bush sắp mãn nhiệm lẫn của Clinton tiếp nhiệm đều chủ trương cắt giảm ngân sách quốc phòng, nên việc cho Ranger nghỉ hưu, cùng với Forrestal và Saratoga, được xúc tiến. Ranger được cho xuất biên chế vào ngày 10 tháng 7, 1993, sau 36 năm phục vụ, và được đưa về cơ sở bảo trì tàu chiến ngừng hoạt động tại Bremerton, Washington. Việc xuất biên chế này thay thế cho việc tái trang bị vốn được vạch kế hoạch trong năm đó; nếu được tái trang bị như dự định, vốn cần được phê duyệt lại vào năm 1994, sẽ kéo dài tuổi thọ hoạt động của cho đến năm 2002.
Vào tháng 9, 2010, USS Ranger Foundation, một tổ chức phi lợi nhuận, đề xuất để được trao tặng Ranger nhằm sử dụng như một tàu bảo tàng và một cơ sở đa mục đích, sẽ được đặt trên sông Columbia, tại Chinook Landing Marine Park ở Fairview, Oregon.  Tuy nhiên đến tháng 9, 2012, Hải quân bác bỏ đề nghị này và đưa con tàu vào danh sách sẽ tháo dỡ.  Những chuẩn bị nhằm loại bỏ Ranger được hoàn tất vào ngày 29 tháng 5, 2014.
Đến tháng 8, 2014, có thêm một nỗ lực mới nhằm thuyết phục Hải quân không tháo dỡ con tàu. Một thỉnh nguyện trên trang mạng Change.org đã thu thập được trên 2.500 chữ ký, với hy vọng Ranger sẽ được đặt tại cảng Long Beach, California như một tàu bảo tàng. Tuy nhiên khi được báo Long Beach Press-Telegram chất vấn, Hải quân đã trả lời rằng chiếc tàu sân đã không sẵn có để trao tặng và sẽ được tháo dỡ vào năm 2015.
Vào ngày 22 tháng 12, 2014, Hải quân Hoa Kỳ thanh toán một xu cho hãng International Shipbreaking tại Brownsville, Texas để kéo và tháo dỡ Ranger. International Shipbreaking sẽ trả tiền để kéo con tàu vòng qua lục địa Nam Mỹ, ngang qua eo biển Magellan, vì chiếc tàu sân bay quá lớn để có thể băng qua kênh đào Panama. Chuyến đi bắt đầu vào ngày 5 tháng 3, 2015 từ cơ sở bảo trì tàu chiến ngừng hoạt động tại Bremerton, Washington để đi đến Brownsville. International Shipbreaking hy vọng có thể thu lợi nhuận từ sau khi thanh toán chi phí lai dắt và tháo dỡ con tàu. Trên đường đi, vào ngày 7 tháng 4, Ranger được nhìn thấy đang neo đậu cách khoảng 3 dặm ngoài khơi thành phố Panama, Panama, đưa đến nhiều lời đồn đại nhân dịp Tổng thống Obama sắp đến đây hai ngày sau đó để tham dự Hội nghị lần thứ 7 của Tổ chức các quốc gia châu Mỹ. Báo chí phản ảnh dư luận địa phương cho rằng sự có mặt của con tàu là nhằm bảo vệ an ninh cho Tổng thống Obama.
Cuối cùng Ranger đi đến Brownsville vào ngày 12 tháng 7, để được tháo dỡ. Công việc hoàn tất vào ngày 1 tháng 11, 2017. Hơn năm tấn linh kiện có ý nghĩa lịch sử được giữ lại để trưng bày tại Bảo tàng USS Lexington.

## Phần thưởng
Ranger được tặng thưởng 13 Ngôi sao Chiến trận khi phục vụ trong cuộc Chiến tranh Việt Nam.
|                                         |                           | Bronze star                             |
| Silver star · Bronze star · Bronze star | Silver star · Silver star | Bronze star · Bronze star · Bronze star |
| Bronze star                             | Silver star · Silver star |                                         |
|                                         |                           |                                         |

| Đơn vị Tuyên dương Anh dũng Liên quân                                 | Đơn vị Tuyên dương Hải quân với hai Ngôi sao Chiến trận      | Đơn vị Tuyên dương Anh Dũng Hải quân với bốn Ngôi sao Chiến trận   |
| Dãi băng Hiệu quả Hải quân với hai dấu "E"                            | Huân chương Viễn chinh Hải quân                              | Huân chương Phục vụ Phòng thủ Quốc gia với một Ngôi sao Chiến trận |
| Huân chương Viễn chinh Lực lượng Vũ trang với bảy Ngôi sao Chiến trận | Huân chương Phục vụ Việt Nam với mười Ngôi sao Chiến trận    | Huân chương Phục vụ Tây Nam Á với ba Ngôi sao Chiến trận           |
| Huân chương Phục vụ Nhân Đạo với một Ngôi sao Chiến trận              | Dãi băng Biệt phái Phục vụ Biển với mười Ngôi sao Chiến trận | Huân chương Anh dũng Bội tinh (Việt Nam Cộng Hòa)                  |
| Huân chương Chiến dịch Bội tinh (Việt Nam Cộng Hòa)                   | Huân chương Giải phóng Kuwait (Saudi Arabia)                 | Huân chương Giải phóng Kuwait (Kuwait)                             |